# Палмајра (Њу Џерзи)
Палмајра (енгл. Palmyra) град је у америчкој савезној држави Њу Џерзи.

## Демографија
По попису из 2010. године број становника је 7.398, што је 307 (4,3%) становника више него 2000. године.
| Група             | 2000.         | 2010.         |
| Белци             | 5.642 (79,6%) | 5.632 (76,1%) |
| Афроамериканци    | 1.017 (14,3%) | 1.076 (14,5%) |
| Азијати           | 99 (1,4%)     | 136 (1,8%)    |
| Хиспаноамериканци | 229 (3,2%)    | 397 (5,4%)    |
| Укупно            | 7.091         | 7.398         |